# 1992 год в музыке

## События

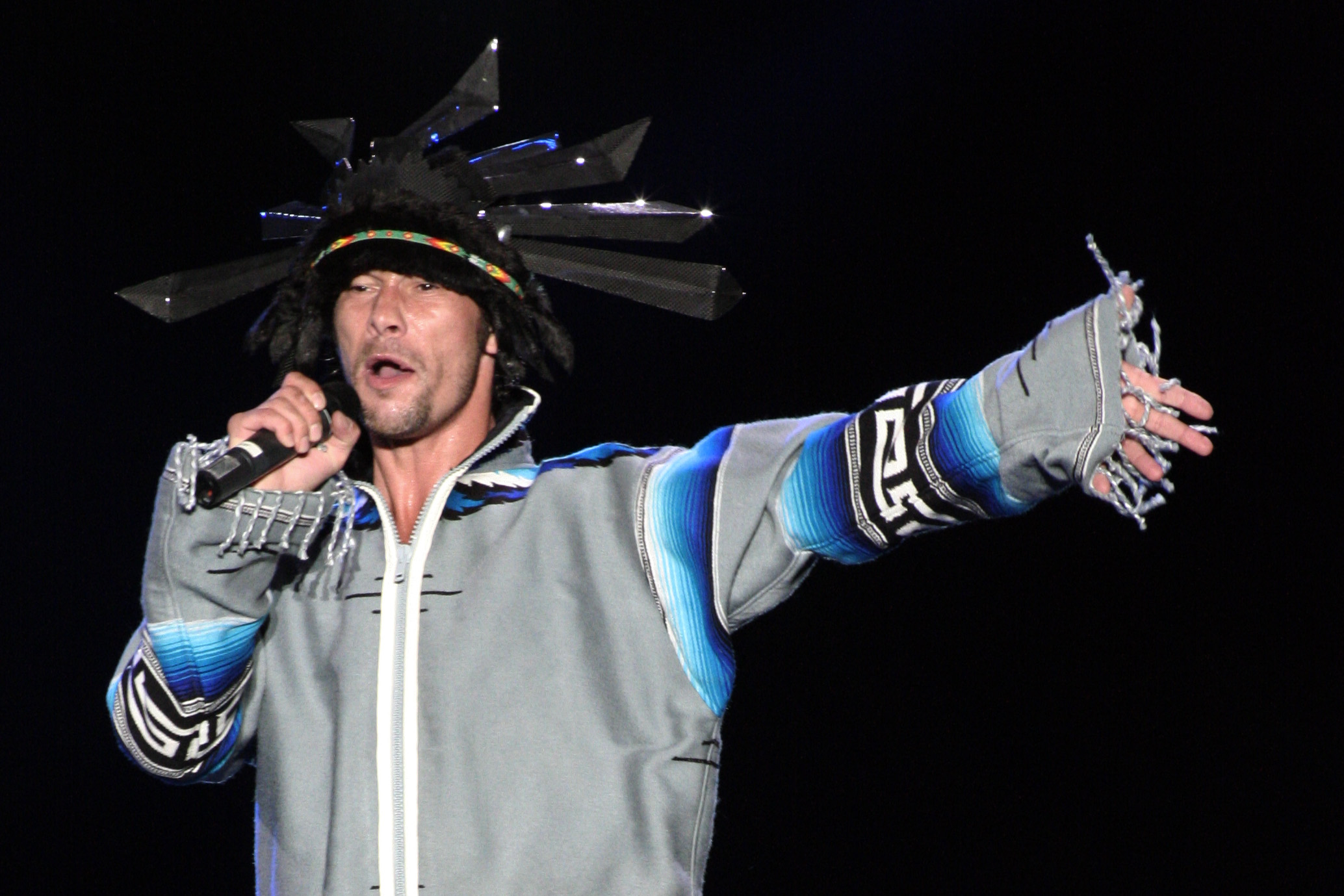
Дебют проекта Jamiroquai

- Рудольф Нуреев дирижирует венским Резиденц-оркестром во время его европейского турне.
- Образована шведская мелодик дэт-метал группа Amon Amarth
- Образована ню-метал-группа Slipknot
- Образована французская инди-рок группа Darlin', ныне известная, как хаус-проект Daft Punk
- Образована немецкая пауэр-метал группа Edguy
- Образована американская альт-кантри группа — 16 Horsepower
- Образована мексиканская электро-индастриал группа Hocico
- Образована британская эйсид-джаз группа Jamiroquai
- Образована чилийская дарк-метал группа Poema Arcanus в г.Сантьяго
- Образована американская группа Shellac
- Образована американская группа Stone Sour
- Официально из группы Judas Priest уходят Роб Хэлфорд и барабанщик Скот Тревис: они образовали группу Fight; Judas Priest практически распались
- Прошёл концерт памяти Фредди Меркьюри на стадионе Уэмбли
- Моби выпустил свой дебютный альбом Moby

## Хронология
- 26 января — Австралийский певец Питер Аллен сыграл свой последний прижизненный концерт в Сиднее (спустя 4,5 месяца он скончался в возрасте 48 лет от осложнений, вызванных СПИДом).
- 24 февраля — Лидер «Нирваны» Курт Кобейн женился на вокалистке «Hole» Кортни Лав.
- 20 апреля — На стадионе «Уэмбли» состоялся концерт, посвящённый памяти Фредди Меркьюри. Впоследствии был образован благотворительный фонд Mercury Phoenix Trust.
- 24 апреля — Дэвид Боуи женился на фотомодели и актрисе Иман.
- 29 апреля — Американская певица и хореограф Пола Абдул вышла замуж за актёра Эмилио Эстевеса. (Они развелись в 1994 году).
- 27 мая — В Нью-Йорке, в Шератон Нью Йорк Отель энд. Тауэрс прошла 23-я ежегодная церемония внесения имён выдающихся композиторов в Зал Славы сочинителей песен. На этот раз такой чести были удостоены Элтон Джон, Берни Топин, Билли Джоэл, Джером «Док» Помус, Морт Шуман и Линда Крид.
- 30 мая — Пол Саймон женился на фолк-певице Эди Брикелл.
- 4 июля — Марк Хёрд перенёс сердечный приступ во время выступления на христианском рок-фестивале Cornerstone в штате Иллинойс, США. По окончании своего сета Хёрд был немедленно доставлен в больницу, но спустя две недели после выписки из неё в августе музыкант скончался.
- 18 июля — Уитни Хьюстон вышла замуж за Бобби Брауна.
- 23 июля — Джаз-роковый коллектив «Chicago» получил свою именную звезду на Аллее славы в Голливуде. (недоступная ссылка)
- Август — Экс-битл Джордж Харрисон сообщил в интервью журналу Billboard о том, что, оказывается, его настоящая дата рождения 24 февраля, а не 25-е как было принято считать ранее.
- 18 августа — У Курта Кобейна и Кортни Лав родилась дочь Фрэнсис Бин.
- 20 августа — После десяти совместно прожитых лет Стинг официально вступил в брак с Труди Стайлер.
- 27 августа — Оригинальная рукопись стихов к песне Джона Леннона «A Day in the Life» была продана на аукционе Sotheby’s в Лондоне за сто тысяч долларов (56 600 фунтов).

## Концерты и туры

### Queen
- 20 апреля — был проведён «The Freddie Mercury tribute concert»

### Майкл Джексон
- 27 июня — начало тура Dangerous World Tour (1992—1993)

## Продажи
- Самый продаваемый сингл в Великобритании — «I Will Always Love You» (Уитни Хьюстон)
- Самый продаваемый альбом в Великобритании — «Stars» (Simply Red)
- Самый продаваемый сингл в США (Billboard Hot 100) — «End of the Road» (Boyz II Men)
- Самый продаваемый альбом в США (Billboard 200) — «Ropin' the Wind» (Гарт Брукс), второе место — «Dangerous» (Майкл Джексон), третье место — «Nevermind» (Nirvana)

## Награды
- «Грэмми» за альбом года — Эрик Клэптон за «Unplugged»
- «Грэмми» за запись года — Эрик Клэптон за «Tears in Heaven»
- «Грэмми» за песню года — «Tears in Heaven»
- Brit Awards за лучшие британские записи: сингл — «Could It Be Magic» (Take That), альбом — «Diva» (Энни Леннокс)
- Лучшие песни согласно журналу Rolling Stone — «Summer Babe» (Pavement) и «Tears In Heaven» (Эрик Клэптон)
- «MTV Video Music Awards» Лучшее альтернативное видео — Nirvana за видео Smells Like Teen Spirit
- «MTV Video Music Awards» Лучший новый исполнитель — Nirvana
- «American Music Awards» Лучший новый исполнитель в стиле хеви-метал/хард-рок — Nirvana
- «Грэмми» за лучшее исполнение альтернативной музыки — Nirvana за альбом Nevermind
- «MTV Video Music Awards» за Лучшее видео года — Nirvana за видео Smells Like Teen Spirit
- «MTV Video Music Awards» Выбор зрителей — Nirvana за песню Smells Like Teen Spirit

### Зал славы рок-н-ролла
Исполнители:
- Booker T. & the M.G.’s (Дональд Данн[англ.], Эл Джексон-младший[англ.], Букер Ти Джонс, Стив Кроппер и Льюи Стайнберг[англ.])[1]
- The Isley Brothers (Марвин Айзли[англ.], О'Келли Айзли-младший[англ.], Рональд Айзли, Рудольф Айзли[англ.], Эрни Айзли[англ.] и Крис Джаспер)[2]
- The Jimi Hendrix Experience (Митч Митчелл, Ноэль Реддинг и Джими Хендрикс)[3]
- Sam & Dave (Сэм Мур и Дэйв Прэтер[англ.])[4]
- The Yardbirds (Джефф Бек, Крис Дрэя, Эрик Клэптон, Джим Маккарти, Джимми Пейдж, Кит Релф и Пол Сэмвелл-Смит)[5]
- Бобби «Блю» Блэнд[6]
- Джонни Кэш[7]

Раннее влияние:
- Элмор Джеймс[8]
- Профессор Лонгхейр[9]

Неисполнители:
- Билл Грэм[10]
- Док Помус[11]
- Лео Фендер[12]

### Зал славы авторов песен
- Элтон Джон[13]
- Билли Джоэл[14]
- Линда Крид[англ.][15]
- Док Помус[16]
- Берни Топин[17]
- Морт Шуман[18]

Награда Джонни Мерсера:
- Бертон Лэйн[19]

Награда Эйба Олмена издателю:
- Бонни Борн[20]

Награда Сэмми Кана за жизненные достижения:
- Нэт Кинг Коул[21]

Награда покровителю искусств:
- Джонатан Тиш[англ.][22]

### Зал славы кантри
- Джордж Джонс[23]
- Фрэнсис Престон[24]

## Выпущенные альбомы
См. также категорию музыкальных альбомов 1992 года.

### Январь
- 17 января — Kerplunk! (Green Day)

### Февраль
- 7 февраля — Fire & Ice (Мальмстин, Ингви)
- 10 февраля — Vulgar Display of Power (Pantera)
- 24 февраля — Sin-Decade (Pretty Maids)
- 24 февраля — Get Ready! (2 Unlimited)
- 25 февраля — Vulgar Display of Power (Pantera)
- 25 февраля — Kaleidoscope (Mekong Delta)
- 28 февраля - Мне так страшно (EP)

(Хуго-Уго)

### Март
- 5 марта — Headquake (Sator)
- 10 марта — Body Count (Body Count)
- 10 марта — After Hours (Гэри Мур)
- 17 марта — No Doubt (No Doubt)
- 23 марта — Hello America (Blue System)
- 27 марта — A Vision of Misery (Sadus)
- 27 марта — Kin (Xentrix)
- Burzum (Burzum)

### Апрель
- 1 апреля — Trapped! (Rage)
- 21 апреля — Wish (The Cure)
- 21 апреля — The End Complete (Obituary)
- 27 апреля — Kill After Kill (Exciter)
- On Lead Guitar (Ричи Самбора)

### Май
- 1 мая — Shadows In The Deep (Unleashed)
- 11 мая — Fear of the Dark (Iron Maiden)
- 15 мая — The Ritual (Testament)
- 18 мая — Forever Free (Saxon)
- 19 мая — Revenge (Kiss)
- 26 мая — Thresholds (Nocturnus)

### Июнь
- 8 июня — The Crimson Idol (W.A.S.P.)

- 8 июня — Angel Dust (Faith No More)
- 9 июня — Legion (Deicide)
- 9 июня — Stone Cold Sober (Tankard)
- 15 июня — The Silent Majority (Life, Sex & Death)
- 15 июня — Rhythm of Fear (M.O.D.)
- 20 июня — Crush The Cenotaph (Asphyx)
- 22 июня — Dehumanizer (Black Sabbath)
- 23 июня — Utopia Banished (Napalm Death)
- 29 июня — Retribution (Malevolent Creation)
- 30 июня — Blues for the Red Sun (Kyuss)
- 30 июня — Somewhere Far Beyond (Blind Guardian)

### Июль
- 7 июля — Images and Words (Dream Theater)
- 8 июля — Unorthodox (Edge of Sanity)
- 10 июля — Tangled In Reins (Steelheart)
- 14 июля — Countdown to Extinction (Megadeth)
- 14 июля — Shades of God (Paradise Lost)
- 14 июля — Psalm 69: The Way to Succeed and the Way to Suck Eggs (Ministry)
- 27 июля — The Red in the Sky is Ours (At the Gates)
- 27 июля — Moby (Moby)
- Высокая энергия (Богдан Титомир)

### Август
- 1 августа — Trapping The Vein (Sodom)
- 3 августа — Welcome to Wherever You Are (INXS)
- 14 августа — March ör Die (Motörhead)
- 17 августа — Force of Habit (Exodus)
- 17 августа — Take That and Party (Take That)
- 21 августа — Let Us Pray (Vital Remains)
- 25 августа — Soul of a New Machine (Fear Factory)
- 31 августа — Tubular Bells II (Mike Oldfield)

### Сентябрь
- 1 сентября — Mondo Bizarro (Ramones)
- 1 сентября — You’ll Never See… (Grave)
- 1 сентября — Clouds (Tiamat)
- 7 сентября — Amused to Death (Роджер Уотерс)
- 22 сентября — Tomb of the Mutilated (Cannibal Corpse)
- 28 сентября — Back To The Light (Brian May)
- 28 сентября — Experience (The Prodigy)
- 29 сентября — Dirt (Alice in Chains)
- 29 сентября — The Triumph of Steel (Manowar)
- 29 сентября — Core (Stone Temple Pilots)

### Октябрь
- 1 октября — Reborn Dogs (Holy Moses)
- 5 октября — Automatic for the People (R.E.M.)
- 13 октября — Cuatro (Flotsam and Jetsam)
- 15 октября — False (Gorefest)
- 16 октября — Ignition (The Offspring)
- 20 октября — Erotica (Madonna)
- 21 октября — Pile of Sculls (Running Wild)
- 25 октября — Chapter VI (Candlemass)
- 26 октября — Renewal (Kreator)
- Last One on Earth (Asphyx)
- The IVth Crusade (Bolt Thrower)

### Ноябрь
- 2 ноября — Into The Everflow (Psychotic Waltz)
- 3 ноября — Rage Against the Machine (Rage Against the Machine)
- 3 ноября — Keep the Faith (Bon Jovi)
- 9 ноября — Selected Ambient Works 85–92 (Aphex Twin)
- Актриса Весна (ДДТ)

### Декабрь
- 1 декабря — Blood Ritual (Samael)
- 14 декабря — Incesticide (Nirvana)
- 15 декабря — The Chronic (Dr. Dre)

### Неточная дата
- 17 Song Demo (Anti-Flag)
- The Reborn (Risk)
- Einsamkeit (Lacrimosa)
- Life Beyond (Deathrow)
- A Bizarre Gardening Accident (Headhunter)
- No More Alibis (Sinner)
- Гуляй, мужик! (Сектор Газа)
- Дельфин и русалка (Игорь Николаев и Наташа Королëва)
- Баба Люба (Анатолий Полотно)
- Русский альбом (Борис Гребенщиков)
- Группа риска (Владимир Асмолов)
- Advance (Bass Bumpers)
- Children of Chaos (T99)
- Full On… Mask Hysteria (Altern-8)
- Energique (Bizarre Inc)
- The Album (L.A. Style)
- Mind Fruit (Opus III)
- Everybody’s Free (Rozalla)
- Das Boot (U96)
- Deep Forest (Deep Forest)
- Whatever You Dream (React 2 Rhythm)
- Digeridoo (Aphex Twin)
- Xylem Tube (Aphex Twin, EP)
- Joyrex J4 (Aphex Twin)
- Joyrex J5 (Aphex Twin)
- Frankie’s House (Джефф Бек)
- Это было так давно (Машина времени)
- Поговорим о сексе (Мальчишник)
- Le Nouveau Monde (Пьер Шотт)
- Такой-сякой (Филипп Киркоров)

## Самые успешные хиты года
Следующие композиции достигли наивысших мест в чартах по всему миру в 1992 году.
| # | Исполнитель     | Название                | Год  | Страна                    | Позиции в чартах |
| - | --------------- | ----------------------- | ---- | ------------------------- | --- |
| 1 | Whitney Houston | I Will Always Love You  | 1992 | Соединённые Штаты Америки | UK 1 — Nov 1992, US BB 1 of 1992, Holland 1 — Nov 1992, Sweden 1 — Nov 1992, Switzerland 1 — Dec 1992, Norway 1 — Dec 1992, Poland 1 — Nov 1992, Germany 1 — Jan 1993, Éire 1 — Dec 1992, Australia 1 for 10 weeks Mar 1993, Grammy in 1993, Austria 2 — Dec 1992, Australia 2 of 1993, US CashBox 5 of 1993, Japan 5 of all time (international songs), Italy 7 of 1992, Global 7 (10 M sold) — 1992, POP 10 of 1992, Europe 19 of the 1990s, TOTP 19, AFI 65, Germany 67 of the 1990s, Scrobulate 90 of ballad, RIAA 108, RYM 172 of 1992, Party 280 of 1999, Acclaimed 802                   |
| 2 | Nirvana         | Smells Like Teen Spirit | 1992 | Соединённые Штаты Америки | New Zealand 1 for 1 weeks Feb 1992, Sweden 2 — Jan 1992, Norway 2 — Jan 1992, Poland 2 — Jan 1992, Germany 2 — Jan 1992, Holland 3 — Nov 1991, RYM 3 of 1991, Acclaimed 4, US BB 5 of 1992, Scrobulate 5 of rock, US BB 6 of 1992, Switzerland 6 — Feb 1992, Europe 6 of the 1990s, POP 6 of 1992, UK 7 — Nov 1991, Belgium 7 of all time, 7 in 2FM list, Rolling Stone 9, France 10 — Dec 1991, Austria 11 — Feb 1992, Virgin 16, Poland 23 of all time, US CashBox 27 of 1992, Italy 29 of 1992, Global 33 (5 M sold) — 1991, WXPN 53, RIAA 80, Germany 152 of the 1990s, TheQ 321, OzNet 900 |
| 3 | Boyz II Men     | End of the Road         | 1992 | Соединённые Штаты Америки | UK 1 — Sep 1992, US BB 1 of 1992, US CashBox 1 of 1992, Holland 1 — Oct 1992, Éire 1 — Nov 1992, New Zealand 1 for 7 weeks Oct 1992, Australia 1 for 4 weeks Feb 1993, US BB 3 of 1992, Sweden 3 — Oct 1992, Norway 3 — Nov 1992, POP 3 of 1992, Poland 6 — Sep 1992, Switzerland 7 — Oct 1992, Germany 7 — Jan 1993, Australia 21 of 1992, Austria 29 — Nov 1992, Scrobulate 89 of rnb, Germany 337 of the 1990s |
| 4 | Snap!           | Rhythm is a Dancer      | 1992 | Германия                  | UK 1 — Jul 1992, Holland 1 — Apr 1992, Austria 1 — May 1992, Switzerland 1 — Apr 1992, Italy 1 of 1992, Germany 1 — Apr 1992, Éire 1 — Aug 1992, France 3 — Apr 1992, Sweden 4 — May 1992, Norway 4 — Jun 1992, US BB 5 of 1993, Germany 6 of the 1990s, US CashBox 12 of 1993, Australia 12 of 1992, US BB 17 of 1992, POP 17 of 1993, Scrobulate 65 of 90s, RYM 96 of 1992 |
| 5 | Mr. Big         | To Be with You          | 1992 | Соединённые Штаты Америки | US BB 1 of 1992, Holland 1 — Mar 1992, Sweden 1 — Feb 1992, Switzerland 1 — Mar 1992, Norway 1 — Mar 1992, Germany 1 — Mar 1992, New Zealand 1 for 5 weeks Mar 1992, Australia 1 for 3 weeks Aug 1992, Austria 2 — Apr 1992, UK 3 — Mar 1992, Poland 5 — Jan 1992, Australia 7 of 1992, US CashBox 9 of 1992, POP 25 of 1992, Germany 47 of the 1990s, OzNet 386 |

## Родились
- 2 января — Deep-Ex-Sense — российский баттл-рэпер.
- 7 января — Børns — американский певец и автор песен.
- 12 января — Мак Миллер (ум. 2018) — американский рэпер, продюсер и автор песен.
- 16 января — Майя Кеуц — словенская певица.
- 9 февраля — Федук — российский певец, хип-хоп- и хаус-рэп-исполнитель и автор песен.
- 6 июня — Пирс Фултон (ум. 2021) — американский диджей, мультиинструменталист и музыкальный продюсер.
- 14 июня — Princess Nokia — американская рэп-исполнительница и автор песен.
- 20 июня — Файя Юнан — сирийская певица и музыкант.
- 22 июля — Селена Гомес — американская певица и актриса.
- 20 августа — Деми Ловато — американская певица и актриса.
- 21 августа —  Мари Краймбрери — российская певица и автор песен украинского происхождения.
- 16 сентября — Ник Джонас — американский певец, актёр и композитор.
- 30 сентября — Эзра Миллер — американский актёр и музыкант.
- 5 октября — Мерседес Ламбре — аргентинская актриса, певица, танцовщица и модель.
- 11 октября — Карди Би — американская певица.
- 11 ноября — Ганвест — казахстанский и российский рэпер.
- 16 ноября — Эмма М — российская певица, автор песен, композитор, поэт.
- 25 октября — Карина Кросс — российская телеведущая, видеоблогер, певица, актриса.
- 23 ноября  — Майли Сайрус — американская певица, автор песен и актриса.

## Скончались
- 29 января — Вилли Диксон (76) — американский блюзовый музыкант, вокалист, автор песен, аранжировщик и продюсер
- 9 февраля — Андор Фёльдеш (78) — американский пианист, дирижёр и музыкальный педагог венгерского происхождения
- 12 февраля — Стелла Роман (87) — румынская оперная певица (сопрано)
- 27 апреля — Оливье Мессиан (83) — французский композитор, теоретик музыки и педагог
- 18 июня — Питер Аллен[англ.] (48) — австралийский певец, музыкант и автор песен
- 14 августа — Тони Уильямс (64) — американский певец, вокалист группы The Platters
- 12 сентября — Малликарджун Мансур (81) — индийский певец
- 5 октября — Эдди Кендрикс (52) — американский певец и автор песен, вокалист группы The Temptations
- 21 декабря — Альберт Кинг (69) — американский блюзовый певец, гитарист и автор песен
- 23 декабря — Эдди Хейзел (42) — американский музыкант, гитарист группы Parliament-Funkadelic